# MakeMKV
MakeMKV(メイクエムケーブイ)はDVD-VideoやBlu-ray Disc、Ultra HD Blu-rayのデータをリッピングしてMatroska形式(MKVファイル)に変換するソフトウェア。

## 概要
- 30日間の無料試用が可能になっている。期限終了後は50ドル(地域によって価格変動)で購入可能。
- ベータ版には試用コードがフォーラムで配布されるが、期限が設定されている。ただし、定期的に変更される試用コードをインターネット経由で再取得するなどの方法を使えば事実上永遠に使用できるため意味を成していない。
- 再エンコードしないため画質は劣化しない。
- DVD-VideoやBlu-ray Discの各種コピーガードを解除する機能を有する。AACSを解除する場合はMakeMKVのソフトウェアを最新のものに更新する必要がある。
- マトリックスの最初期に発売された映像収録数の多いDVDなどはコピーガードの解除処理に失敗し、本編映像を抽出できないことがある。
- DVDにおけるコピーガードの解除はContent Scramble Systemのみであり、それ以上のコピーガードやマクロビジョンの信号は解除できない。